# Lövångerbröd
Lövångerbröd  var ett av Sveriges största tunnbrödsbagerier.
Det var från 2002 till 2017 ett företag i Fazerkoncernen.

## Historia
- 1968: Bageriet startade.
- 1973–1974?: Paul Hall köpte bageriet.
- 2002: Lövångerbröd AB såldes till Fazer Bageri AB.
- 2006: Under senhösten 2006 fusionerades Lövångerbröd AB med Fazer Bageri AB.
- 2017: Bageriet lades ned.[1]